# Pangasius conchophilus
Pangasius conchophilus és una espècie de peix de la família dels pangàsids i de l'ordre dels siluriformes.

## Morfologia
Els mascles poden assolir els 120 cm de llargària total.

## Alimentació
Els exemplars immadurs es nodreixen de gambes i insectes, mentre que els adults també hi afegeixen mol·luscs i plantes.

## Distribució geogràfica
Es troba a Àsia: conques dels rius Mekong i Chao Phraya.

## Vàlua econòmica
Es comercialitza fresc.